# اما فیلدینگ
اما فیلدینگ (به انگلیسی: Emma Fielding) (زاده ۱۰ ژوئیهٔ ۱۹۶۶) بازیگر انگلیسی است.
از فیلم‌های معروف او می‌توان به بازی در فیلم مرد دیگر اشاره کرد.